# Cyrtosia pallipes
Cyrtosia pallipes is een vliegensoort uit de familie van de Mythicomyiidae. De wetenschappelijke naam van de soort is voor het eerst geldig gepubliceerd in 1885 door Costa.